# Cradle
Cradle (с англ. — «Колыбель») — компьютерная игра, разработанная украинской компанией Flying Cafe for Semianimals и изданная 24 июля 2015 года в Steam. Игра является научно-фантастическим квестом от первого лица со свободным перемещением. В основе сюжета лежит история отношений главного героя и механической девушки, которые при загадочных обстоятельствах оказались вдвоем в юрте, посреди степных монгольских холмов. Задача игрока — восстановить утраченные функции механического тела своей спутницы и вместе с ней раскрыть тайну заброшенного парка развлечений, который находится недалеко от юрты, и собственного прошлого.

## Разработка
Анонс проекта вышел в 2011 году, выпуск планировался на 2012 год, однако дату выхода игры неоднократно переносили на более поздние сроки. Релиз квеста состоялся только в 2015 году.
Над созданием Cradle трудилась небольшая группа разработчиков из пяти человек под руководством художника и основателя студии Flying Cafe for Semianimals Ильи Толмачёва, известного по работе над серией игр S.T.A.L.K.E.R. Ему принадлежит идея сюжета и антуража квеста.
Источником вдохновения стилистики и атмосферы Cradle послужили фильм Никиты Михалкова «Урга — территория любви», произведения братьев Стругацких, Альбера Камю, Андрея Платонова и Владимира Сорокина.

## Игровой процесс
Игра является 3D-квестом от первого лица со свободным перемещением по игровому пространству. Создана на игровом движке Unigine, который обеспечивает детализированную графику, высокую интерактивность разнообразных объектов и выражение эмоций персонажей. Игрок может взаимодействовать практически со всеми предметами, решая сам каким образом использовать их для решения поставленных задач. Игра предполагает как изучение окружающего мира, так и динамичные мини игры. Основу игрового процесса составляет общение с персонажами и нахождение записей о окружающем мире, чтобы составить целостную историю. В локациях есть спрятанные предметы, которые дают определенные возможности при их нахождении, но они как таковые не являются обязательными для понимания сюжета.
Игра имеет минималистический интерфейс, постоянно виден только прицел, который видоизменяется в зависимости от контекста.

## Сюжет
«В игре мы представляем Человечество как маленького ребенка, влюбленного в Красоту. Он не догадывается о своем возрасте и, в силу своей наивности, настроен очень решительно. Мысль игры в том, что объекта его любви не существует. Ребенку следует выбраться из колыбели миражей и направить свою решительность на то, чтобы воссоздать для себя Красоту самостоятельно, из пустоты».
— Илья Толмачёв

## Музыка
Саундтрек игры содержит 33 композиции и условно разделён на три альбома: «Atmospheres», «Stories» и «Pavilions». Первый содержит фоновую музыку окружения, автором является украинский композитор Валентин Пархоменко. Второй диск состоит из композиций, которые сопровождают сюжетные повороты в игре. В его записи принимали участие Юлия Бутенко, Тарас Коросташов, Антон Сыник, Игорь Пидстрела, Илья Толмачев, Алексей Тищенко и Сергей Томашевский. Третий диск включает в себя электронные треки из мини-игр. Над альбомом работал российский композитор Егор Архипов. В описании к саундтреку издатели указывают музыкальный стиль как медитативный эмбиент, электронные треки и вокальные композиции. Саундтрек доступен в двух форматах: FLAC и MP3.
| «Cradle — Atmospheres» - 01.Opening - 02.Laniakea - 03.Dream — Mirror Wall - 04.Out of Nowhere - 05.Dream — Air Flow - 06.Ongots Arrives - 07.Fatherland - 08.Seen Through - 09.Warm Stones - 10.Dream — Geneva - 11.Wind Rises - 12.Creepy Eyes pt.I - 13.Creepy Eyes pt.II - 14.Babylonian Effect - 15.Dream — Leaves - 16.Providence - 17.Dream — Lounge - 18.Relic - 19.Foreign Letters - 20.Past Indefinite (full version) | «Cradle — Stories» - 01.Mechanic Heart - 02.Universal Value - 03.Second Wind - 04.Most Beautiful - 05.Reflection - 06.Advantage - 07.Afterglow - 08.Leave the Cradle - 09.Sea of Youth | «Cradle — Pavilions» - 01.Endless Sands - 02.Tropical Islands - 03.Cloud Country - 04.Magic Lakes |

Игра завершается песней Leave the Cradle. По словам руководителя проекта Ильи Толмачёва, в ней и кроется главный смысл произведения. Как пояснили разработчики игры, текст песни изначально был написан на русском языке, без рифмы. Затем Юлия Бутенко перевела его на английский и облекла в стихотворную форму.
Саундтрек распространяется через Steam вместе с арт-буком в качестве дополнительного загружаемого контента к игре. Саундтрек доступен в форматах FLAC и MP3.

## Отзывы об игре после её выхода
| Сводный рейтинг       | Сводный рейтинг |
| Агрегатор             | Оценка          |
| --------------------- | --------------- |
| Metacritic            | 65/100          |
| Иноязычные издания    |                 |
| Издание               | Оценка          |
| Giant Bomb            | 4/5             |
| Русскоязычные издания |                 |
| Издание               | Оценка          |
| Riot Pixels           | 38 %            |
| «Игромания»           | 8,5/10          |
| «НИМ»                 | 7,3/10          |

В первый же день после выхода Cradle собрала немало позитивных отзывов в Steam. Вместе с тем покупатели Deluxe-версии обозначили проблемы с получением дополнительного контента, которые быстро были исправлены. Также много игроков посчитали финал спорным, поскольку он был непонятен, если не собрать в игре всю нужную информацию.
Журнал Игромания оценил Cradle в 8,5 баллов из 10 с вердиктом: «У Flying Cafe for Semianimals получилось превратить сон в реальность. И пусть поймут этот сон не все, действительно важно другое: Cradle… она… действительно красивая»